# Lena Hades
Lena Alekseevna Hades (in russo Лена Алексеевна Хейдиз?, Chejdiz; Kemerovo, 2 ottobre 1959) è una pittrice russa, che lavora e vive a Mosca.

## Biografia
Ha creato il ciclo pittorico Così parlò Zarathustra negli anni 1995-2003.
Nel 2004 presso l'Istituto Filosofico dell'Accademia russa delle scienze è stato stampato il libro di Nietzsche Also sprach Zarathustra in tedesco e in russo con 20 riproduzioni di quadri del ciclo pittorico nietzscheano. Il ciclo è stato esibito durante la Prima Biennale di Mosca d'arte contemporanea. I lavori di Lena Hades si trovano in diversi musei russi: nella Galleria Statale Tret'jakov di Mosca, nel Museo d'Arte Contemporanea di Mosca e nel Museo Puškin di Mosca.
I quadri del ciclo non sono illustrazioni al testo del libro, ma sono "aforismi visuali", l'artista ha cercato di proseguire il testo del libro in un linguaggio plastico visivo.
S'interessa di matematica e di lingue antiche, in particolare sanscrito, egiziano e greco.
Nel 2005 fondò il movimento artistico del Matismo.

## Libri
- (EN) Chimeras by Hades. Incite, Londra, Alexander Kerensky Museum Publishing, 2010, ISBN 978-1-906408-07-7.